# 針尾バイパス
針尾バイパス（はりおバイパス）は、長崎県佐世保市内を南北に縦貫する、国道205号バイパス道路である。

## 概要
東彼杵道路の北部の一部を構成しており、これまでの早岐地区の国道35号、国道202号、国道205号は交通量が集中して渋滞が激しかったが、本道の開通により解消された。また本道の開通により、205号は針尾島を経由するようになった。
これにより、国道205号の早岐地区の区間は長崎県道222号平瀬佐世保線（一部区間）、長崎県道248号崎岡町早岐線にそれぞれ格下げされた。
バイパス側も年々交通量が増加してきたため、混雑対策として早岐瀬戸大橋から有福南ICまで4車線化され、その後も拡張工事が進められ、現在は江上交差点まで4車線化している。
それより先は暫定2車線である。

### 路線データ
- 路線名 : 国道205号
- 距離：5.9km

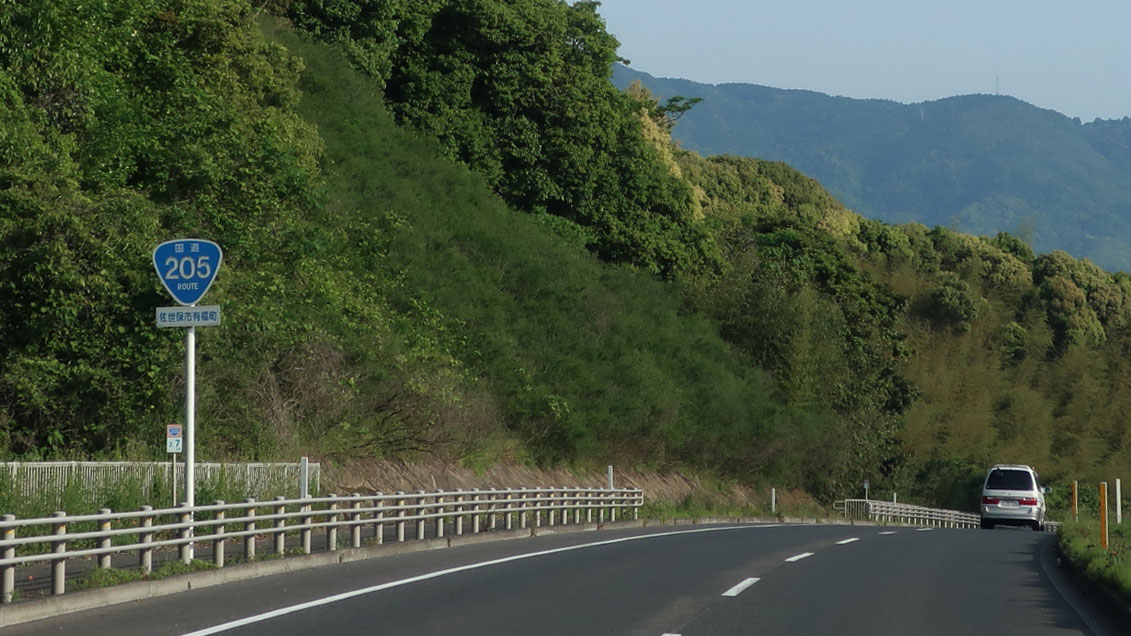
針尾バイパス
長崎県佐世保市有福町

- 起点：長崎県佐世保市大塔町（佐世保大塔IC/JCT/大塔ロータリー交差点）
- 終点：長崎県佐世保市南風崎町（針尾橋交差点、長崎県道213号南風崎停車場指方線交点）

## 接続路線
- 国道
  - 国道202号

- 一般県道
  - 長崎県道213号南風崎停車場指方線
  - 長崎県道248号崎岡町早岐線

## インターチェンジなど
- 4 佐世保大塔IC/JCT（E35 西九州自動車道、武雄JCT方面へのICは計画中）
- 有福北IC（北行き出入口）
- (この間平面交差あり)
- 有福南IC（北行き出入口）
- (この間平面交差あり)
- 江上交差点（信号待ちによる渋滞が多発していた事から立体化された）
- 崎岡IC（現道に接続）
- この間計画（未供用）
- 8 東そのぎIC （E34 長崎自動車道)

## 橋梁
- 早岐瀬戸大橋

## 周辺
- エコスパ佐世保
- 長崎国際大学